# Arda Valles
Arda Valles és una formació geològica de tipus vallis a la superfície de Mart, localitzada amb el sistema de coordenades planetocèntriques a -19.47 ° latitud N i 329.14 ° longitud E, que fa 173.67 km de diàmetre. El nom va ser aprovat per la UAI l'any 1976 i fa referència a una característica d'albedo i que pren el nom del riu Arda a Bulgària.